# 白昼の決闘
『白昼の決闘』（はくちゅうのけっとう、Duel In The Sun）は、1946年のアメリカ合衆国の映画である。
製作者デヴィッド・O・セルズニックは、『風と共に去りぬ』の西部劇版を意図し自ら脚本を執筆し、キング・ヴィダーが監督を務めた。
当時としては珍しく、西部劇に家庭の不和や老夫婦の永年の確執、およびヒロインをめぐる兄弟間の確執を描いている。
先行ロードショーのロサンゼルス地区では1946年に1週間強上映されていたため、1946年度作品としてジェニファー・ジョーンズはアカデミー主演女優賞にノミネートされているが、他の州＝全米公開は1948年である事から資料によって製作年度が異なった記述になっている。
またグレゴリー・ペックも同年アカデミー主演男優賞にノミネートされているが、こちらは『子鹿物語』の演技が対象であり両作共に当時はまだ希少価値だったテクニカラー映画である。

## ストーリー
奔放な女性パールは、両親を亡くしたことで父親の旧知の女性ローラの元へ預けられる。ローラの夫マキャンレスは保守的な性格をしており、インディアンの血を引くパールを異端視していた。一方、マキャンレスの2人の息子ジェシーとルートは共にパールに関心を持ち、ルートはパールの体を奪う。
マキャンレスは鉄道会社との間に軋轢を抱えており、鉄道会社の肩を持ったジェシーを勘当する。ルートは父親の後継者としての優れた一面を見せ、パールの心を支配し始めるが、婚約は拒否。神経を苛立たせたパールは年輩の男サムとの関係を深め、婚約まで漕ぎ付ける。だが、サムは納得いかないルートによって殺される。夜陰に紛れてパールと再会したルートは、メキシコへ逃亡する旨を伝えるが、パールを連れて行くことは再び拒否。前々から病気がちだったローラは心労のため死去、その頃都会で名士としての扱いを受けていたジェシーはパールを自分の元へ置こうとする。ジェシーの婚約者は彼の態度に疑問を持ち、パールに自分と一緒に暮らさないかと提案。ルートはジェシーの考えを許さず銃撃して重傷を負わせる。ルートの呼び出しを受けたパールはルートを撃ち、パールもルートに撃たれる。息を引き取る寸前ルートはパールを本当に愛していたと言い、パールもそれを認めて満足しながら死ぬ。

## キャスト
※括弧内は日本語吹き替え
- ルート・マキャンレス：グレゴリー・ペック（城達也）
- ジェシー・マキャンレス：ジョゼフ・コットン（滝田裕介）
- パール・シャベース：ジェニファー・ジョーンズ（里見京子）
- ローラ・マキャンレス：リリアン・ギッシュ
- スコット・シャベース：ハーバート・マーシャル
- ジュバル・クラブ：ウォルター・ヒューストン
- ジャクソン・マキャンレス：ライオネル・バリモア
- サム・ピアース：チャールズ・ビックフォード
- ラングフォード：オットー・クルーガー
- 日本語吹替：初回放送1972年3月12日テレビ朝日『日曜洋画劇場』